# عليخان آباد (مقاطعة غيلانغرب)
عليخان‌آباد (بالفارسية: علی‌خان‌آباد) هي قرية تقع في منطقة مركزية ريفية في إيران. يقدر عدد سكانها بـ 176 نسمة بحسب إحصاء 2016.